# Thaumastochloa rubra
Thaumastochloa rubra là một loài thực vật có hoa trong họ Hòa thảo. Loài này được Sosef & de Koning miêu tả khoa học đầu tiên năm 1983.